# Audible
Audible (deutsch hörbar) ist ein international operierender Anbieter für kommerzielle Hörbuch-Downloads. Sowohl die Audible GmbH als auch das US-amerikanische Audible Inc. sind seit 2008 Tochterunternehmen von Amazon.

## Unternehmensgeschichte und Firmenstruktur
Das Unternehmen Audible Inc. wurde 1995 von dem US-amerikanischen Bestsellerautor Donald R. Katz gegründet.
Das deutsche Unternehmen, die Audible GmbH, wurde 2004 als Joint Venture von der Audible Inc. sowie den Verlagsgruppen Holtzbrinck Ventures und Random House gegründet. 2006 kaufte sich die Verlagsgruppe Bastei Lübbe ebenfalls als Gesellschafter bei der Audible GmbH ein. Die Audible Inc. wurde 2008 von der Amazon.com Inc. (NASDAQ: AMZN) zum Preis von 300 Mio. US-Dollar gekauft. 2009 kaufte Amazon die Anteile der anderen Partner des deutschen Joint Ventures auf.
Neben Deutschland bedient Audible über Internetplattformen auch Märkte in den USA, Großbritannien, Italien und Frankreich. Zusätzlich zu dem eigenen Online-Auftritt stattet Audible als weltweit exklusiver Partner den iTunes Store mit gesprochenen Audioinhalten aus. Seit September 2010 informiert das Unternehmen Hörbuch-Interessenten in einem unternehmenseigenen Magazin über das Thema Hörbücher & Hörspiele und gibt Einblicke hinter die Kulissen des eigenen Unternehmens. Auf der Frankfurter Buchmesse 2011 wurde Audible mit dem Virenschleuder-Preis ausgezeichnet.
2016 hat ICANN „.audible“ als Brand Top-Level-Domain Amazon zuerkannt.

## Vertrieb
Audible fungiert hauptsächlich als Vertriebsplattform für Hörbuchverlage. Unter dem Label „Audible Studios“ produziert Audible Hörbücher und Hörspiele, die Audible-Kunden exklusiv zur Verfügung stehen und nicht als Hörbuch-CD erhältlich sind. Zu den Eigenproduktionen gehören Hörspiele, ungekürzte Hörbuchfassungen und umfangreiche Hörbuchserien von Bestsellerautoren wie John Katzenbach, Preston/Child, Stephen King, Richard Morgan.
Bei Audible kann der Kunde Hörbücher sowohl im Einzelkauf als auch im Abonnement erwerben. Beim Einzelkauf liegen die Preise rund 30 % unter den Preisen der CD-Version.
Seit dem 15. April 2014 wurde mit einem Umfang von rund 2.000 Hörbüchern Audible in Amazons Kindle-Unlimited-Abonnement integriert. Im Gegensatz zum eigenen Abonnementsystem zahlt der Nutzer einen monatlichen Beitrag von 9,95 Euro und kann in unbegrenzter Menge Titel leihen. Es können zur gleichen Zeit maximal 10 Titel geliehen werden.

### Produkt
Im Jahr 2025 standen etwa 500.000 Titel in deutscher, englischer, spanischer und französischer Sprache von mehr als 1000 Verlagen zur Verfügung – darunter eine große Auswahl ungekürzter Hörbücher. Rund 100.000 Titel davon sind deutsche Hörbücher.
Ab Juni 2022 startet Audible in Deutschland ein Streaming-Angebot mit zunächst 2.000 aktuellen Titeln, das ins Abonnement integriert ist.

### Nutzungsrechte und -möglichkeiten
Audiotitel werden über das Internet auf den Computer heruntergeladen, von wo aus sie dann mit der proprietären Audible-Software, iTunes oder Windows Media Player 10/11/12 auf mobile Abspielgeräte (z. B. MP3-Spieler, Smartphones, PDAs, Navigationssysteme etc.) überspielt werden können, sofern diese das Audible-Dateiformat unterstützen. Audible verwendet ein eigenes Datenformat, das der digitalen Rechteverwaltung (DRM) dient. Für portable Geräte, die das Audible-Format erkennen, hat sich die Bezeichnung AudibleReady eingebürgert. Über 500 MP3-Player von großen Herstellern, inklusive aller Apple-iPods, -iPhones, -iPads, Android- sowie Windows-Phone-Geräte und die meisten Philips-MP3-Player sind mit dem Audible-Dateiformat kompatibel.
Der Kunde kann pro Computer mit Windows oder macOS als Betriebssystem bis zu drei mobile Abspielgeräte nutzen. Die Audiotitel sind auch auf dem PC bzw. Mac abspielbar, können auf CD gebrannt und über CD-Spieler wiedergegeben werden. Linux wird nicht unterstützt und es ist auch für die Zukunft keine Unterstützung in Aussicht gestellt. Es ist jedoch möglich, Hörbücher in einem Webplayer im Browser wiederzugeben. Für Smartphonenutzer steht eine iPhone-, iPad-, Android- und Windows-Phone-App zur Verfügung.
Die Dateien können jederzeit erneut aus der persönlichen Online-Bibliothek von der Audible-Internetseite heruntergeladen werden. Eine persönliche Sicherungskopie für den Fall einer möglichen Abschaltung der Onlinebibliothek etwa bei einer Insolvenz von Audible ist nicht vorgesehen. Es können bis zu drei Computer pro Nutzerkonto nebeneinander genutzt werden.
Es kann zu Problemen mit mobilen Abspielgeräten kommen, wenn der Kunde auch noch andere DRM-Systeme gleichzeitig nutzt. Da das DRM-Format zur Freischaltung der Hörbücher einen Server von Audible/Amazon kontaktieren muss, kann der Kunde – gesetzt den Fall, dass der Server nicht weiter betrieben wird – die DRM-Hörbücher danach nicht mehr nutzen.

## Kontroversen

### Vertragspolitik
Im Mai 2015 geriet Audible in die Kritik, da das Unternehmen kleinen Hörbuchverlagen Verträge aufgekündigt und neue Konditionen vorgelegt haben soll. Inhalt der neuen Verträge ist vor allem die Zustimmung zu einem digitalen Flatrate-Modell. Bei Nichtzustimmung drohe die Auslistung ihrer Titel bei Audible, so die betroffenen Verlage. Am 24. August 2015 wurde vom Börsenverein des Deutschen Buchhandels eine Kartellbeschwerde eingereicht.

### Dateiformat
Beschwerden gegen Audible kamen oftmals von Nutzern eines Linux-Betriebssystems, da zum Download und für die Wiedergabe der .aax-Dateien noch keine geeignete Software zur Verfügung steht. Gleiches gilt allgemein für Nutzer freier Software, da Audible neben der Benutzung des Dateiformates nicht den Download der Dateien mittels freier Software gestattet.
Außerdem lehnen manche Nutzer Digitale Rechteverwaltung, wie sie bei .aax genutzt wird, kategorisch ab.